# Cuvillers
Cuvillers település Franciaországban, Nord megyében. Lakosainak száma 187 fő (2022. január 1.). Cuvillers Thun-l’Évêque, Bantigny, Blécourt, Eswars és Ramillies községekkel határos.

## Népesség
A település népességének változása:
| Lakosok száma | 193  | 196  | 199  | 201  | 199  | 198  | 207  | 197  | 187  |
|               | 2013 | 2015 | 2016 | 2017 | 2018 | 2019 | 2020 | 2021 | 2022 |